# Ricinin
Ricinin ist ein giftiger Inhaltsstoff aus dem Rizinusbaum (Ricinus communis), es gehört zur Gruppe der Pyridin-Alkaloide und ist neben dem hochgiftigen Polypeptid Ricin verantwortlich für die Giftigkeit der Pflanze. Ricinin kommt in allen Teilen der Pflanze vor und hat unter anderem insektizide Wirkung. Beim Menschen greift es die Leber und Nieren an und kann tödliche Vergiftungen verursachen. Die Samen enthalten etwa 0,2 % des Alkaloids. Im Gegensatz zu Ricin lässt sich Ricinin nicht durch Hitzebehandlung neutralisieren. Um daher Presskuchen der Rizinuskerne als Tierfutter zu verwerten, muss Ricinin nach Zerstörung des Ricins durch aufwändige Extraktion entfernt werden, siehe auch Rizinusöl.
Synthetisch ist Ricinin durch Cyclisierung von 1,1-Dicyano-4-(N,N-dimethylamino)-2-methoxy-1,3-butadien und nachfolgender Methylierung herstellbar. In der Pflanze wird es über Nicotinamid als Zwischenstufe biosynthetisch erzeugt.

## Gewinnung aus der Pflanze
Wie die meisten Alkaloide lässt sich auch Ricinin leicht aus dem pflanzlichen Material isolieren. Nach Extraktion der frischen zerstampften Sämlinge aus den Rizinussamen mit Chloroform und Waschen der Chloroformphase mit Ammoniaklösung erhält man nach Eindampfen einen Rückstand mit hohem Gehalt an Ricinin. Nach Entfernen der Fette und Lipide mittels Diethylether wird reines Ricinin durch wiederholtes Auflösen und Umkristallisieren aus Chloroform gewonnen.

## Analytik
Der zuverlässige Nachweis und die Quantifizierung von Ricinin gelingt durch die GC/MS-Analytik nach adäquater Probenvorbereitung der zu untersuchenden Matrices. Auch der Einsatz der HPLC in Kopplung mit der Massenspektrometrie wurde erfolgreich zum Nachweis von Ricinin eingesetzt.